# Wspólnota administracyjna Pressath
Wspólnota administracyjna Pressath – wspólnota administracyjna (niem. Verwaltungsgemeinschaft) w Niemczech, w kraju związkowym Bawaria, w rejencji Górny Palatynat, w regionie Oberpfalz-Nord, w powiecie Neustadt an der Waldnaab. Siedziba wspólnoty znajduje się w mieście Pressath.
Wspólnota administracyjna zrzesza gminę miejską (Stadt) oraz dwie gminy wiejskie (Gemeinde): 
- Pressath, miasto 4 332 mieszkańców, 66,31 km²
- Schwarzenbach, 1 174 mieszkańców, 11,90 km²
- Trabitz, 1 318 mieszkańców, 26,69 km²